# Canta
 (juin 2024).
Si vous disposez d'ouvrages ou d'articles de référence ou si vous connaissez des sites web de qualité traitant du thème abordé ici, merci de compléter l'article en donnant les références utiles à sa vérifiabilité et en les liant à la section « Notes et références ».
Ne doit pas être confondu avec Cantá.
Canta est une ville de la région de Lima, dans l’ouest du Pérou.

## Géographie
La ville est située sur la rivière Chillón et est la capitale de la province de Canta.
L’altitude de la ville est de 2 199 m au-dessus du niveau de la mer.

## Démographie
Avec une population de 2 385 habitants (recensement de 2017), elle est également la capitale du district de Canta.

## Économie
Elle est fréquemment visitée par les touristes de Lima en raison de sa tranquillité et de la beauté de ses paysages naturels.